# Simple Histoire
Simple Histoire est un film muet français réalisé par Louis Feuillade sorti en 1909.